# Tequila i Bonetti w Rzymie
Tequila i Bonetti w Rzymie (org.tyt. Tequila & Bonetti) – włoski 22-odcinkowy serial kryminalny z elementami komedii z 2000. Głównymi bohaterami są policjant Nick Bonetti (w tej roli Jack Scalia) i pies imieniem Tequila rasy mastif francuski. W serialu słyszymy myśli Tequili (głos Maurizio Mattioliego). Sequel serialu Tequila i Bonetti.

## Główne role
- Jack Scalia – Nick "Nico" Bonetti
- Alessia Marcuzzi – Fabiana Sasso
- Gianfranco Barra – inspektor Mazzoli
- Cesare Bocci – Roberto Melidoni
- Stefano Masciarelli – Ettore Mancini
- Maurizio Mattioli – głos Tequli
- Elda Alvigini – Laura Di Maio
- Sergio Friscia – Coletta
- Simone Corrente – Claudio Gaudenzi
- Imma Piro – Teresa

## Fabuła
Nick Bonetti (Jack Scalia) jest nowojorskim policjantem współpracującym z psem o imieniu Tequila. Wkrótce w ramach międzynarodowej wymiany zostaje oddelegowany do pracy w okręgu policyjnym Trevi w Rzymie. Bonetti jako typowym Amerykanin początkowo nie może przystosować się do nowych warunków życia. W pracy współpracuje razem z początkującą detektyw Fabianą Sasso (Alessia Marcuzzi). Mimo że ona ma narzeczonego, zaczyna interesować się Nickiem. To wzajemne zauroczenie komplikuje ich nie tylko życie zawodowe i prywatne oraz powoduje wiele zabawnych sytuacji.

## Lista odcinków
| Odcinki    | Tytuł polski             | Tytuł oryginalny                     |
| ---------- | ------------------------ | ------------------------------------ |
| Odcinek 1  | Zemsta                   | La Rivincita                         |
| Odcinek 2  | Konflikt interesów       | Tequila non s'inganna                |
| Odcinek 3  | Pies zabójca             | Cane assassino                       |
| Odcinek 4  | Pieskie życie            | Dai un osso al cane                  |
| Odcinek 5  | Złodziej                 | Il Ladro                             |
| Odcinek 6  | Świadek                  | Il Testimone                         |
| Odcinek 7  | Niegodna matka           | La Madre Indegna                     |
| Odcinek 8  | Sekret                   | Il Segreto                           |
| Odcinek 9  | Glina, pies i fotografia | Uno sbirro, un cane e una fotografia |
| Odcinek 10 | Pokrewna dusza           | Anime gemelle                        |
| Odcinek 11 | Układ                    | Il Patto                             |
| Odcinek 12 | Pan i Pani Bonetti       | I coniugi Bonetti                    |
| Odcinek 13 | Zakładnik                | L'Ostaggio                           |
| Odcinek 14 | Zemsta                   | La Vendetta                          |
| Odcinek 15 | Skradzione serce         | Cuore rapito                         |
| Odcinek 16 | Promocja                 | La Promozione                        |
| Odcinek 17 | Komisja                  | Delitto su Commissione               |
| Odcinek 18 | Królowa nocy             | Regina per una notte                 |
| Odcinek 19 | Kryminalne lato          | Crimini d'estate                     |
| Odcinek 20 | Pogaduchy                | La Conversazione                     |
| Odcinek 21 | Skandal                  | Lo Scandalo                          |
| Odcinek 22 | Sprawy rodzinne          | Affari di famiglia                   |